# Arnold Wion
Arnold Wion est un moine bénédictin et historien né à Douai (à l'époque dans les Pays-Bas espagnols) le 15 mai 1554, mort près de Mantoue (Italie) vers 1610.

## Éléments biographiques
Il était le fils d'Amé Wion, procureur fiscal de Douai. Il fit des études dans sa ville natale, puis entra jeune à l'abbaye bénédictine Saint-Pierre d'Oudenburg, près de Bruges. À cause de la guerre de religion qui faisait rage dans les Pays-Bas, il dut se réfugier à l'abbaye de Marchiennes en 1578. Le 14 mars 1579, il fut ordonné prêtre dans la cathédrale d'Arras. Avec quelques confrères, il décida de gagner l'Italie, où il fut affecté à l'abbaye Saint-Benoît de Polirone, près de Mantoue (actuelle commune de San Benedetto Po). Son transfert fut ratifié par le chapitre conventuel le 1er février 1584.

## Œuvres
Très adonné à l'érudition, il composa un gros ouvrage consacré à l'histoire de l'ordre de Saint-Benoît, intitulé Lignum Vitæ, ornamentum & decus Ecclesiæ, in quinque libros divisum. Il l'avait commencé en Flandre et l'acheva à Mantoue. En 1592, un chapitre général l'autorisa à le dédier au roi Philippe II.
L'ouvrage parut à Venise en 1595, en deux tomes in-quarto qui font en tout plus de 1 600 pages. Il commence par l'ample dédicace à Philippe II, où l'auteur prétend démontrer que la maison d'Autriche descendait de la famille romaine des Anicii, à laquelle se rattachait aussi Benoît de Nursie. Puis les deux livres du tome I racontent l'histoire de saint Benoît, de son ordre et des différentes congrégations auxquelles il a donné naissance. Dans un passage de ce livre, « Prophetia S. Malachiæ, Archiepiscopi, de Summis Pontificibus », page 307, apparaissent pour la première fois les prétendues prophéties de l'évêque Malachie d'Armagh, qui mourut à l'abbaye de Clairvaux : certains pensent qu'elles furent composées par les partisans du cardinal Girolamo Simoncelli, natif d'Orvieto, pendant le long conclave d'octobre-décembre 1590, qui vit l'élection de Grégoire XIV (le pape suivant était désigné par la formule De antiquitate urbis, et Orvieto vient du latin Urbs vetus, « vieille ville »). Le tome II contient le martyrologe de l'ordre bénédictin (livre 3), les biographies des empereurs, rois, princes, etc., qui finirent bénédictins (livre 4), les réformes de l'ordre, et les grandes actions des papes, évêques, abbés, etc., qui en sont issus.
Cet ouvrage eut des traductions italienne et allemande (cette dernière, abrégée, par Karl Stengel (de) OSB, a été trois fois rééditée, à Augsbourg, en 1609, 1621, 1707). On en a beaucoup critiqué le manque de sérieux, mais il fut quand même exploité, entre autres, par Jean Mabillon. 
Arnold Wion a donné aussi :
- Vita S. Gerardi, e Veneta familia de Sagredo, martyris et Hungarorum apostoli, notationibus illustrata, Venise, 1597 (C'est une Vie de saint Gérard de Hongrie, avec des notes érudites estimées).
- Chronologia Septuaginta Interpretum, cum Vulgatæ editionis Latinæ Bibliorum Chronographia conciliata ; adjunctum est Chronicon ab orbe condito usque ad hæc tempora (non imprimé ; tentative de concilier les divergences entre la Septante et la Vulgate, puis chronique universelle).

Il a également préparé une édition des œuvres complètes de Bartolomeo Sacchi (« le Platine »), qui n'a pas paru.